# Сан-Жозе-дус-Кампус (агломерация)

Агломерация на карте штата.

Сан-Жозе-дус-Кампус или Вали-ду-Параиба-и-Литорал-Норте (порт. Região Metropolitana do Vale do Paraíba e Litoral Norte)  —  крупная городская агломерация в Бразилии. Центр — город Сан-Жозе-дус-Кампус. Входит в штат Сан-Паулу. Находится к востоку от города и одноимённой агломерации Сан-Паулу.
Население составляет 2 358 600 человек на 2014 год. Занимает площадь 16192,77 км². Плотность населения — 145,66 чел./км² в 2014 году.
Включает 39 муниципалитетов мезорегиона Вали-ду-Параиба-Паулиста, в том числе города и муниципалитеты Сан-Жозе-дус-Кампус, Таубате, Жакареи, Пиндамоньянгаба, Гуаратингета, Карагуататуба, Касапава, Лорена, Иватуба, Сан-Себастьян, Крузейру и другие.